# Magnolia insignis
Espèce
Statut de conservation UICN

 LC  : Préoccupation mineure
Magnolia insignis est une espèce de plantes à fleurs de la famille des Magnoliaceae. C'est un arbre originaire d'Asie.

## Description
C'est un arbre.

## Répartition et habitat
L'espèce est trouvée en Birmanie, dans l'état de l'Assam en Inde, au Tibet, et dans le sud de la Chine, au Népal, en Thaïlande et au Viêt Nam.
Elle est utilisée comme arbre d'ornement dans les rues de certaines villes du sud de la Chine.

## Liste des variétés
Selon World Checklist of Selected Plant Families (WCSP) (31 décembre 2013) :
- Magnolia insignis Wall. (1824)

Selon Tropicos (31 décembre 2013) (Attention liste brute contenant possiblement des synonymes) :
- variété Magnolia insignis var. angustifolia (Hook. f. & Thomson) H.J. Chowdhery & P. Daniel
- variété Magnolia insignis var. latifolia (Hook. f. & Thomson) H.J. Chowdhery & P. Daniel